# Нерчинская каторга

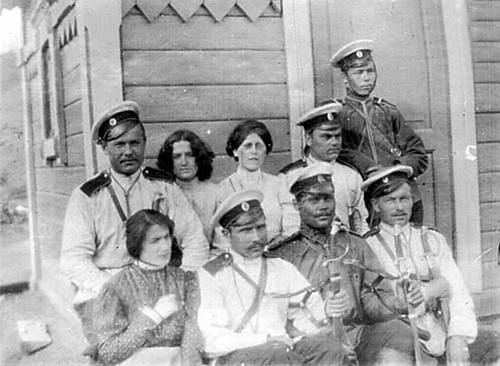
Мария Школьник, Ревекка Фиалка и Мария Спиридонова в Акатуйской тюрьме с конвоем, 1906 год.

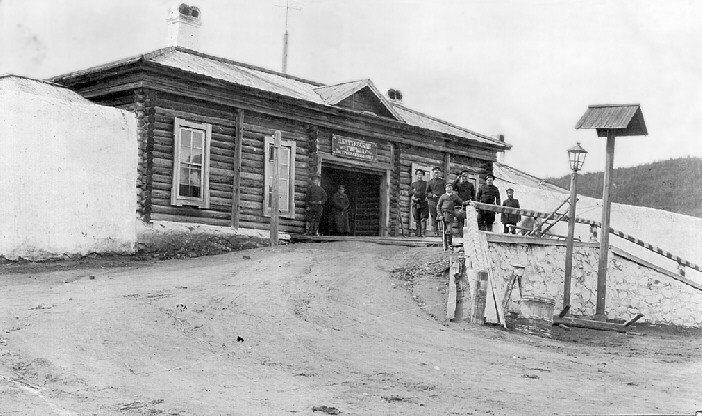
Въезд в Акатуйскую тюрьму

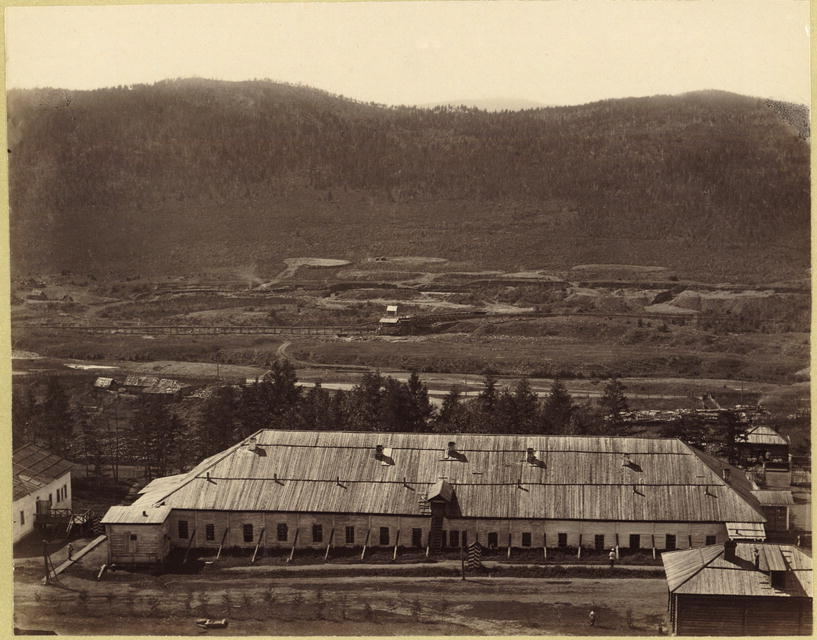
Лазарет Нижнекарийской каторги

Нерчинская каторга — часть пенитенциарной системы Российской империи, основное в Восточной Сибири место отбывания наказания приговорённых к каторжным работам; находилась в Нерчинском горном округе Забайкалья (ныне территория Забайкальского края).

## Создание

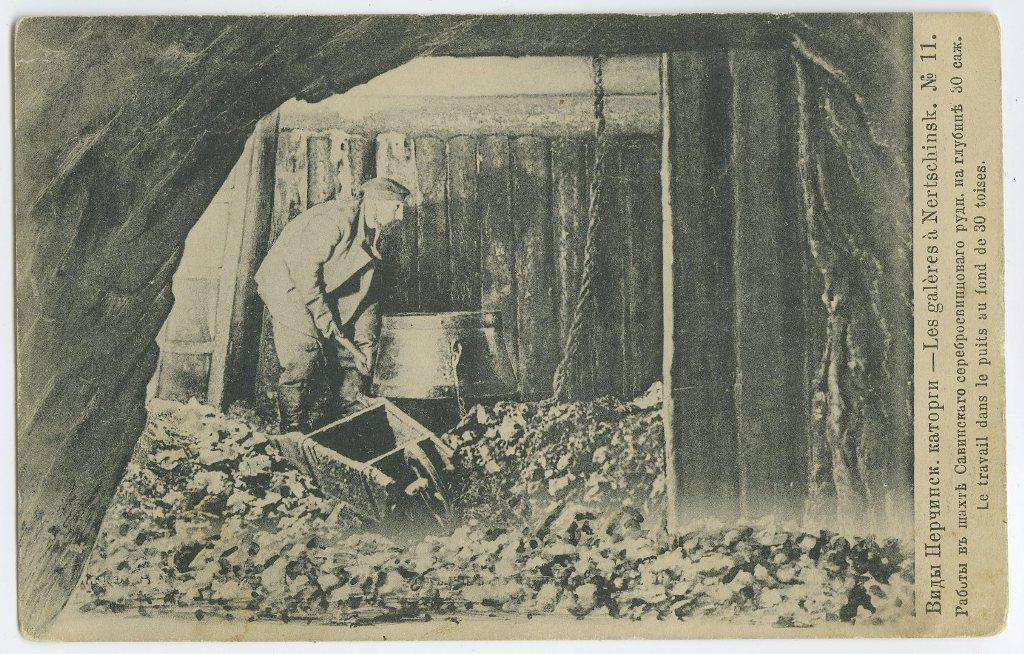
Виды нерчинской каторги

Пенитенциарная система в Восточной Сибири создавалась с начала XVIII века как место отбытия сроков наказания за наиболее тяжкие уголовные преступления. Первые свинцово-серебряный рудник и Зерентуйская каторжная тюрьма начали действовать в 1739 году в селе Горный Зерентуй. К началу XIX века сложилась система тюрем, рудников, заводов и других хозяйственных объектов, принадлежавших Кабинету Его Императорского Величества и управлявшихся Горным департаментом. Каторжане использовались для разработки месторождений, на литейных, винокуренных и соляных заводах, на строительстве и хозяйственных работах.

## Политическая каторга

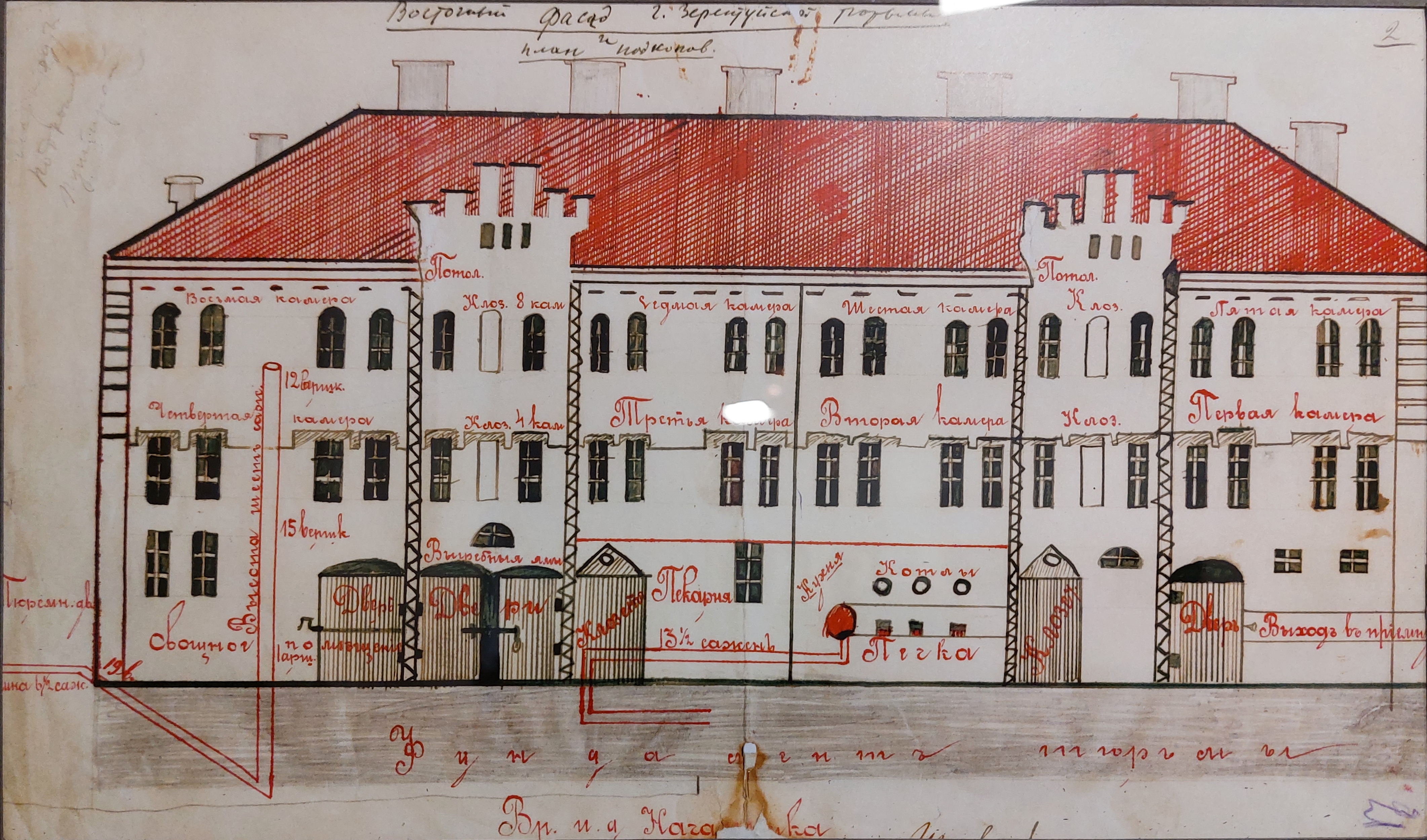
Схема Зерентуйской тюрьмы с планом подкопов. Нерчинская каторга, 1908 г.

В 1825 году было построено первое деревянное здание Зерентуйской каторжной тюрьмы, в этом же году была проведена реформа пенитенциарной системы, обособившая политических заключённых от уголовных. Первыми в новую тюрьму поступили политические каторжане — декабристы, участники восстания Черниговского полка В. Н. Соловьев, А. Е. Мозалевский, И. И. Сухинов. Последний пытался поднять восстание каторжников (Зерентуйский заговор) с целью освобождения всех осуждённых декабристов.
В 1869 году учреждено Управление Нерчинской каторгой, подчинённое министерству внутренних дел. Ссыльнокаторжные поступали в Сретенскую пересыльную тюрьму, где распределялись по каторжным тюрьмам трёх административных районов:
- Алгачинского
  - Акатуевская тюрьма (1832—1917)
  - Алгачинская тюрьма (1869—1915)
  - Покровская тюрьма
- Зерентуйского
  - Зерентуйская тюрьма
  - Кадаинская
  - Кутомарская
  - Мальцевская
  - Мальцевская женская — существовала до 1907 года для отбывающих наказание за общеуголовные преступления. С февраля 1907 в тюрьму прибыла первая партия политических каторжанок: Биценко, Измайлович, Фиалка, Спиридонова, Школьник, Езерская[1]. Известный русский-советский писатель Фёдор Васильевич Гладков, который работал учителем в этих местах с 1902 по 1906 год, в Сретенске, Кокуе и Ундинском, посещал эту тюрьму летом 1903 и, после, написал серию очерков и рассказов «На каторге».
- Карийского (См. Карийская каторга)
  - Усть-Карийская, или Нижнекарийская
  - Среднекарийская (закрыта в 1890).
  - Верхнекарийская (закрыта в 1890)

В 1874—1890 годах все политкаторжане — революционные народники — сосредоточиваются на Каре, с 1890 года — в Акатуевской каторжной тюрьме.
Значение Нерчинской каторги для правящей системы было велико, за XIX век в ней побывало более миллиона человек.
После Революции 1905-07 приток политических заключённых усилился.
После Февральской революции 1917 все политические заключённые были освобождены, Управление каторги ликвидировано.

## Хронология
- С 1831 года на каторгу прибыло большое количество участников Польского восстания 1830-31.
- в 1841 году в Акатуйскую тюрьму доставлен декабрист М. С. Лунин
- с 1846 года отбывал 12-летнюю каторгу Юлиан Бакшанский, белорусский революционер
- в 1850—1856 годах на Шилкинский рудник сосланы петрашевцы
- в 1852 году Ф. Н. Львов и М. В. Петрашевский переведены в Акатуйскую тюрьму
- в 1862—1864 годах в Кадаинской тюрьме содержался М. Л. Михайлов
- в 1864 на многие рудники были доставлены около 2 тыс. участников Польского восстания 1863—1864
- в 1864 в Кадаинскую тюрьму доставлены Н. Г. Чернышевский и другие революционеры-шестидесятники
- в 1867 году Н. Г. Чернышевский переведён в Акатуйскую тюрьму
- в 1867—1868 годах доставлены ишутинцы
- в 1872—1873 годах доставлены нечаевцы
- с конца 1870-х годов прибывают народники по «Процессу 50-ти» и «Процессу 193-х»
- в 1889 году происходит Карийская трагедия
- в начале XX века в Акатуйской тюрьме содержались видные эсеры В. К. Курнатовский, М. А. Спиридонова, Ф. Е. Каплан, Ф. М. Фрумкина
- в 1911—1913 годах в каторге находился Г. И. Котовский, совершил удачный побег.
- в 1912 году происходит Кутомарская трагедия